# Rešov
Rešov este o comună slovacă, aflată în districtul Bardejov din regiunea Prešov. Localitatea se află la altitudinea de 485 m deasupra n.m., se întinde pe o suprafață de 9,16 km2 și în 2017 număra 309 locuitori.

## Istoric
Localitatea Rešov este atestată documentar din 1438.

## Demografie
| An:                | 1994 | 2004   | 2014    | 2024   |
| ------------------ | ---- | ------ | ------- | ------ |
| Număr de persoane: | 357  | 353    | 307     | 313    |
| Diferență:         |      | −1,12% | −13,03% | +1,95% |

| An:                | 2023 | 2024   |
| ------------------ | ---- | ------ |
| Număr de persoane: | 317  | 313    |
| Diferență:         |      | −1,26% |